# Svart eldmyra
Svart eldmyra (Solenopsis richteri) är en myrart som beskrevs av den schweiziske naturforskaren Auguste-Henri Forel 1909. Den ingår i släktet eldmyror, underfamiljen ettermyror och familjen myror. Inga underarter finns listade i Catalogue of Life.

## Beskrivning
Drottningen, som kan bli upp till 9 mm lång, är rödbrun. Arbetarna som uppträder i flera olika former med kroppslängder mellan 1,5 mm och 5 mm, varierar i färg mellan rödbrunt och svart. Hanarna känns igen på sina små huvuden och sin mörka färg. Arten är mycket lik den nära släktingen röd eldmyra (Solenopsis invicta), som den också kan hybridisera med.

## Ekologi
I sitt ursprungliga utbredningsområde i Sydamerika förekommer arten på Pampas gräsmarker. De introducerade populationerna i USA förekommer i hög grad på ruderatmarker, men även där kan den förekomma på gräsmarker. Populationerna i USA tenderar att trängas bort av korsningen mellan arten och röd eldmyra. Den svarta eldmyran är allätare, och lever på smådjur, honungsdagg från bladlöss, och olika växtdelar. Arten bildar två olika typer av samhällen: Ett med en enda drottning, och ett med flera drottningar. I USA verkar det som endast den förstnämnda formen förekommer.
Koloniernas bon grävs främst ut underjordiskt, men ibland med en stack överst.
Den svarta eldmyran har gadd, precis som alla ettermyror. Den vanligaste reaktionen på ett stick är en brännande smärta vid stickstället, följd av nässelutslag och blåsbildning. Allvarligare allergiska symtom, som kan vara livshotande, förekommer också.

## Utbredning
Artens ursprungsområde är Pampas i Brasilien, Uruguay och Argentina, varifrån den omkring 1918 har spritt sig till södra USA, troligtvis genom importerad jord eller växtmaterial.
EU har klassificerat den svarta eldmyran som en invasiv art. En invasion av Norden anses dock inte trolig, då myran är alltför värmekrävande.

## Bildgalleri

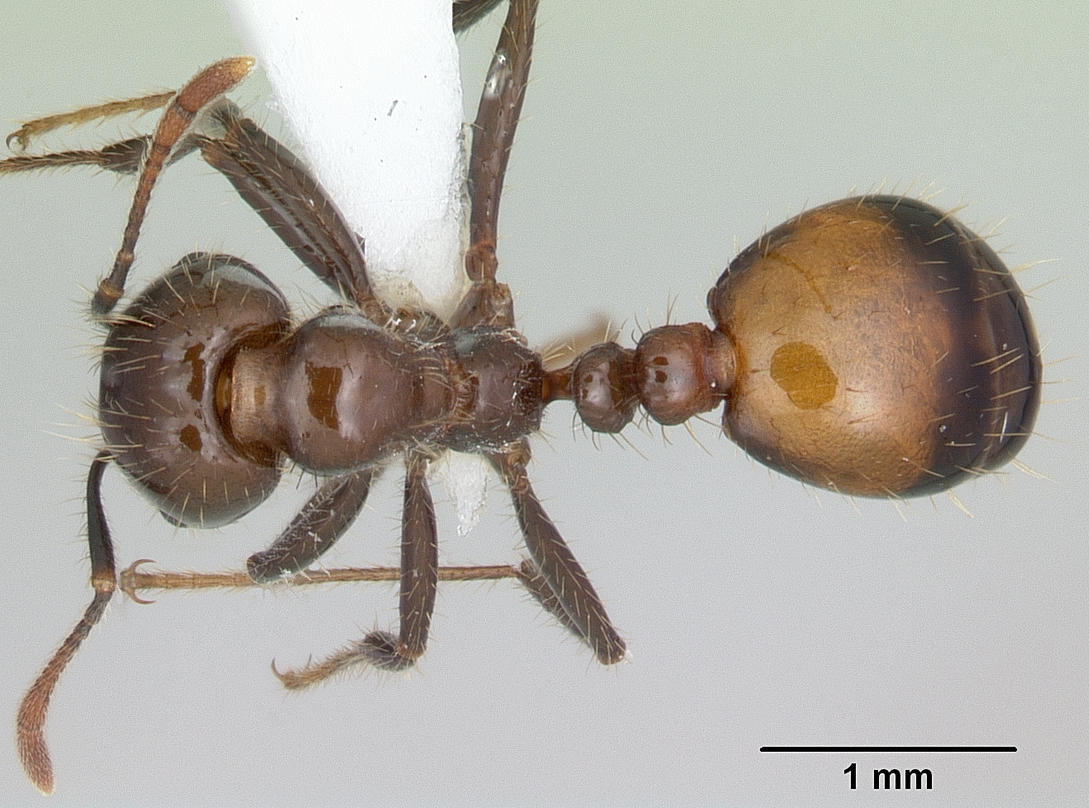
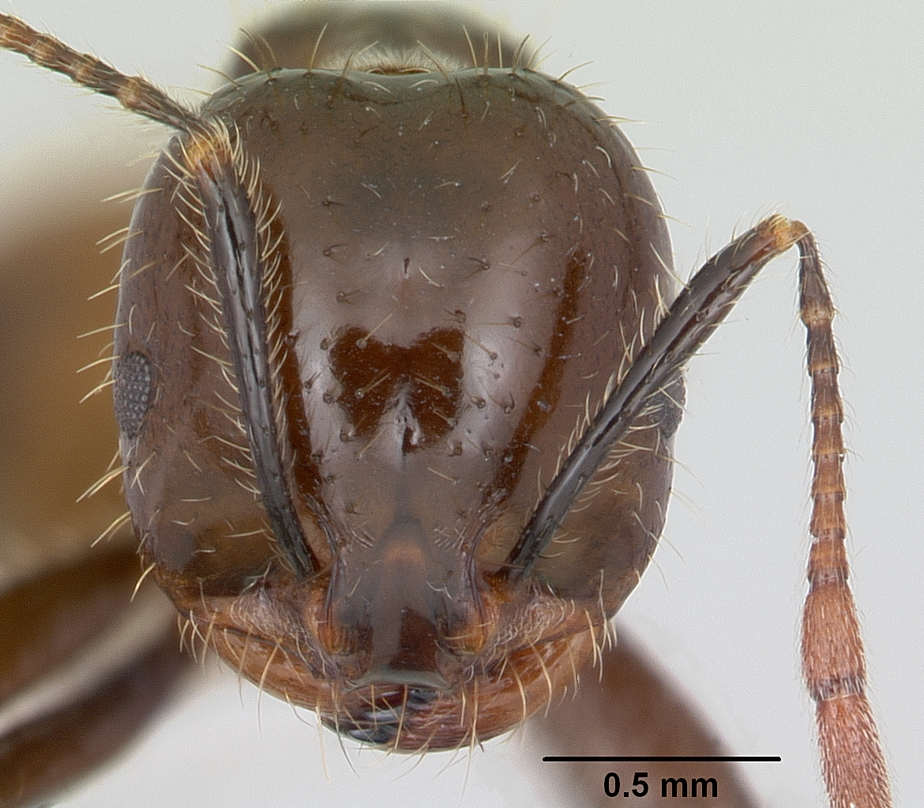
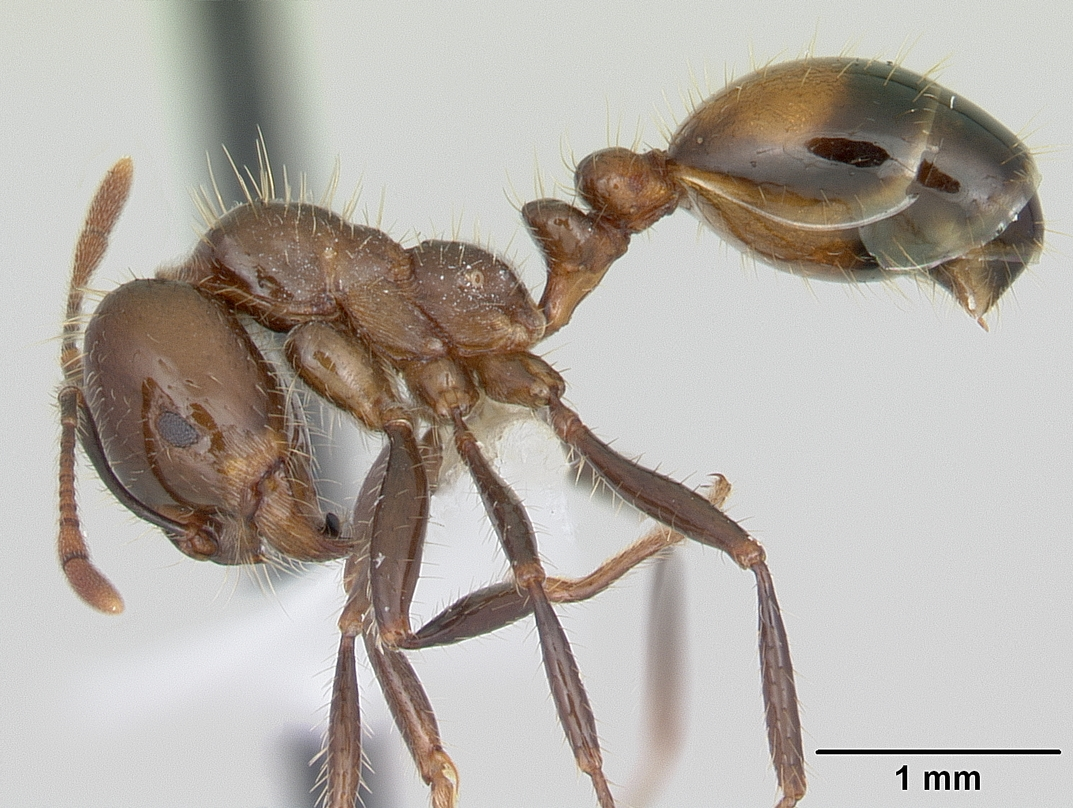